# Paco de Lucía : Légende du flamenco
Pour plus de détails, voir Fiche technique et Distribution.
Paco de Lucía : Légende du flamenco (Paco de Lucía: La búsqueda) est un film espagnol réalisé par Curro Sánchez, sorti en 2014.

## Synopsis
Un documentaire sur l'artiste espagnol de flamenco Paco de Lucía.

## Fiche technique
- Titre : Paco de Lucía : Légende du flamenco
- Titre original : Paco de Lucía: La búsqueda
- Réalisation : Curro Sánchez
- Scénario : Casilda Sánchez et Curro Sánchez
- Photographie : Carlos Garcia de Dios et Alejandro García Flores
- Montage : José M. G. Moyano, Darío García García et Nacho R. Piedra
- Production : Curro Sánchez et Casilda Varela
- Société de production : Canal+ España, Mediaset España, Telecinco Cinema et Ziggurat Films
- Société de distribution : Bodega Films (France)
- Pays :  Espagne
- Genre : Documentaire
- Durée : 95 minutes
- Dates de sortie : 
  - Espagne : 24 octobre 2014
  - France : 28 octobre 2015

## Distinctions
Le film a été nommé pour trois prix Goya et a reçu le prix Goya du meilleur film documentaire.